# Ahmed Medhoune
 (septembre 2012).
Si vous disposez d'ouvrages ou d'articles de référence ou si vous connaissez des sites web de qualité traitant du thème abordé ici, merci de compléter l'article en donnant les références utiles à sa vérifiabilité et en les liant à la section « Notes et références ».
Ahmed Medhoune Mehjoubi (né le 31 décembre 1962 à Tanger) est un homme politique belge et directeur des services à la Communauté de l'Université libre de Bruxelles, et Commissaire général de plusieurs expositions initiées par cette Université : L'Age d'Or des Sciences Arabes, Les Voyageurs du savoir, en 2011 et 2012, et l'exposition Nass Belgica consacrée aux 50 ans d'Histoire de l'immigration marocaine en Belgique, en 2014, qui a suscité un scandale en raison de la présence d'un artiste controversé,,. 

## Biographie
Ahmed Medhoune est depuis 1998 directeur des Services à la Communauté de l’ULB.  Il préside plusieurs asbl liées à l’ULB: Ecole des Sports ULB, Schola ULB. Il est administrateur délégué d’ULB Engagée, association sans but lucratif chargée des actions citoyennes de l’ULB et administrateur de l’EPFC, enseignement de promotion sociale et de formation continue, co-gérée par l’ULB et BECI. Il est par ailleurs chargé de cours à l’agrégation de l’Institut catholique des hautes études commerciales ICHEC-Bruxelles (sociologie de l’éducation).

## Politique
Membre du Parti Socialiste, Ahmed Medhoune exerce des fonctions d'échevin dans la commune de Saint-Josse-ten-Noode de 2006 à 2012,. Il est chargé du logement, de l'enseignement, de l'emploi, de la formation, de la culture et de l'informatique. Il représente la commune dans l'Agence de développement territorial pour la Région de Bruxelles-Capitale de 2008 à 2012.
En 2012, il n'est plus échevin à Saint-Josse à la suite du départ de Jean Demannez et de l'arrivée au pouvoir d'Emir Kir. Il devient chef de groupe PS au conseil communal et en 2018 il n'est toujours pas échevin mais devient président du conseil communal de Saint-Josse.
Parmi ses mandats politiques, il a été membre du conseil de l'Académie intercommunale de Musique de Saint-Josse-ten-Noode/Schaerbeek, membre du conseil de l'Association intercommunale culturelle de Bruxelles. Président du conseil d'administration de la Maison de la Francité. Président du Conseil d'administration de visit.brussels,, l'organe de promotion touristique et culturelle de la Région Bruxelloise, depuis janvier 2018.

## Publications
- Coécrit avec Joël Kotek, L'école face au racisme: les jeunes au défi de l'ethnicité, Éditions Quorum, 1998  ULB.
- Coécrit avec Ural Manço, Hassan Bouhoute, Comprendre l'islam, Luc Pire, 2008
- Coécrit avec Nathalie Lévy, Hossam Elkhadem, À la découverte de l'âge d'or des sciences arabes, Luc Pire, 2009

### Travaux universitaires
- Ethnicisation des rapports sociaux dans l'espace scolaire : Le cas de Bruxelles, intervention au Colloque international de l'AFEC INIST-CNRS, texte repris dans  Relations ethniques et éducation dans les sociétés divisées : (Québec, Irlande du Nord, Catalogne et Belgique) lire en ligne.

### Le Tutorat scolaire
Ahmed Medhoune est président de l'ASBL Schola, qui mène des actions en éducation. Ce dispositif de soutien scolaire a été créé en 1989 pour venir en aide aux jeunes moins favorisés. En 2004, après treize années d'expérience, d'amélioration et de pratique, ce projet pilote, qu'il a élaboré sous l'égide de l'ULB reçoit le prix Comenius de l'UNESCO. Ce prix récompense tous les 4 ans, au niveau mondial, une action innovante en éducation.

## Sources
- Cairn.
- Mediterranean Sea - gap or bridge? : perspectives on cooperation in education and scholarship between Germany and the Arab world ; 10th Conference Trialoge of Cultures, GTZ-Haus, Berlin, September 12-13, 2005, voir en ligne.
- Inclus dans la Bibliographie du droit belge des religions de l'UCL.
- Jean Faniel, Le vote d'extrême droite en Belgique francophone : enquête à Seraing, 2000, page 28.